# Фидеикомисс
Фидеикоми́сс (лат. fideicommissum, от fides — вера, доверие, добросовестность и committo — поручаю) — в германском праве завещательное распоряжение, в силу которого какое-нибудь имущество, обычно недвижимое, должно оставаться во владении семьи неотчуждаемым и переходить в определённом порядке наследования. Само это имущество также называли фидеикомисс. Дворянские родовые фидеикомиссы остзейского права соответствовали майоратам в законодательстве Российской империи.

## История
В работе Адама Смита «Исследование о природе и причинах богатства народов» (1776 год) встречается такое описание фидеикомисса:

Фидеикомиссы являются естественным следствием закона о первородстве. Они были установлены для обеспечения определенного наследования по прямой линии, мысль о котором впервые дал закон о первородстве, и для предотвращения того, чтобы хотя бы часть первоначального недвижимого имения вышла из владения основной линии путём дарения, завещания и отчуждения или вследствие расточительности или несчастий кого-либо из наследников. Фидеикомиссы были вообще неизвестны римлянам. Их субституции и фидеикомиссы не имеют ничего общего с современными [конца XVIII века] фидеикомиссами, хотя некоторые французские юристы сочли уместным облечь это современное учреждение во внешние формы и термины упомянутых древних учреждений.